# 199 av. J.-C.
Cette page concerne l'année 199 av. J.-C. du calendrier julien proleptique.

## Événements
- 26 janvier (15 mars du calendrier romain) : début à Rome du consulat de Lucius Cornelius Lentulus et Publius Villius Tappulus[1].
- Printemps[1] : L’armée romaine pénètre jusqu’en Lyncestide par la vallée de l’Aoos, mais sans pouvoir frapper la Macédoine au cœur ni contraindre Philippe à la paix. Le consul Sulpicius Galba ramène ses troupes à Apollonia pour y passer l’hiver. Son successeur P. Villius Tappulus, d’abord paralysé par une mutinerie de troupes, ne peut rien faire de sérieux[2].
- Été-automne, cinquième guerre de Syrie : capitulation de Sidon ; le roi Antiochos III achève la conquête de la Syrie lagide ; l’Étolien Scopas organise la défense de l’Égypte dans le Delta[3].

- Entre juillet et octobre : en Égypte, Anchmachis remplace Harmachis comme roi de Thébaïde jusqu'en 186 av. J.-C.[4] Vers 199/198 av. J.-C., les Lagides tentent en vain de reprendre Thèbes [5].

- Le préteur Cnaeus Baebius Tamphilus est battu par les Gaulois Insubres en Cisalpine et subit de lourdes pertes[1].
- Scipion l'Africain, censeur[6].